# Campionato Paulista 2023
Il Campionato Paulista 2023 (Paulistão Sicredi 2023 per ragioni di sponsor) è stata la 122ª edizione della massima serie calcistica dello stato di San Paolo, organizzata dalla Federaçao Paulista de Futebol. Al campionato hanno partecipano 16 squadre in un torneo che è iniziato il 14 gennaio 2023 e si è concluso il 9 aprile successivo.

## Stagione

### Novità
Al termine della stagione 2022, sono retrocesse in Segunda Divisão Ponte Preta e Grêmio Novorizontino. Dalla seconda divisione, invece, sono state promosse Portuguesa e São Bento.

### Formato
Le sedici squadre si affrontano dapprima in una prima fase a gironi, composta da quattro gironi da quattro squadre. Le prime due classificate di tali girone, accederanno alla fase finale che decreterà la vincitrice del campionato. Le due peggiori quarte classificate, retrocedono in Segunda Divisão.

## Prima fase

### Gruppo A
| Pos. | Squadra          | Pt | G  | V | N | P | GF | GS | DR  |
| ---- | ---------------- | -- | -- | - | - | - | -- | -- | --- |
| 1    | RB Bragantino    | 20 | 12 | 6 | 2 | 4 | 15 | 10 | +5  |
| 2    | Botafogo-SP      | 14 | 12 | 4 | 2 | 6 | 14 | 17 | –3  |
| 3    | Santos           | 14 | 12 | 3 | 5 | 4 | 14 | 17 | –3  |
| 4    | Inter de Limeira | 11 | 12 | 3 | 2 | 7 | 4  | 18 | –14 |

Legenda:
      Ammessa alla Fase Finale.
Note:
Tre punti a vittoria, uno a pareggio, zero a sconfitta.

### Gruppo B
| Pos. | Squadra    | Pt | G  | V | N | P | GF | GS | DR  |
| ---- | ---------- | -- | -- | - | - | - | -- | -- | --- |
| 1    | San Paolo  | 23 | 12 | 7 | 2 | 3 | 23 | 10 | +13 |
| 2    | Água Santa | 23 | 12 | 7 | 2 | 3 | 13 | 9  | +4  |
| 3    | Mirassol   | 15 | 12 | 4 | 3 | 5 | 14 | 14 | 0   |
| 4    | Guarani    | 14 | 12 | 4 | 2 | 6 | 14 | 14 | 0   |

Legenda:
      Ammessa alla Fase Finale.
Note:
Tre punti a vittoria, uno a pareggio, zero a sconfitta.

### Gruppo C
| Pos. | Squadra     | Pt | G  | V | N | P | GF | GS | DR |
| ---- | ----------- | -- | -- | - | - | - | -- | -- | -- |
| 1    | Corinthians | 22 | 12 | 6 | 4 | 2 | 19 | 10 | +9 |
| 2    | Ituano      | 12 | 12 | 3 | 3 | 6 | 11 | 18 | –7 |
| 3    | São Bento   | 10 | 12 | 2 | 4 | 6 | 5  | 14 | –9 |
| 4    | Ferroviária | 9  | 12 | 2 | 3 | 7 | 11 | 18 | –7 |

Legenda:
      Ammessa alla Fase Finale.
      Retrocessa in Série A2 2024
Note:
Tre punti a vittoria, uno a pareggio, zero a sconfitta.

### Gruppo D
| Pos. | Squadra      | Pt | G  | V | N | P | GF | GS | DR  |
| ---- | ------------ | -- | -- | - | - | - | -- | -- | --- |
| 1    | Palmeiras    | 28 | 12 | 8 | 4 | 0 | 18 | 5  | +13 |
| 2    | São Bernardo | 26 | 12 | 8 | 2 | 2 | 21 | 9  | +12 |
| 3    | Santo André  | 14 | 12 | 4 | 2 | 6 | 9  | 14 | –5  |
| 4    | Portuguesa   | 10 | 12 | 2 | 4 | 6 | 10 | 18 | –8  |

Legenda:
      Ammessa alla Fase Finale.
Note:
Tre punti a vittoria, uno a pareggio, zero a sconfitta.

## Taça Independência
| Squadra 1    | Risultato       | Squadra 2        |
| ------------ | --------------- | ---------------- |
| Primo turno  |                 |                  |
| Santo André  | 0 – 0 (2-4 dtr) | Inter de Limeira |
| Guarani      | 2 – 1           | Portuguesa       |
| Semifinali   |                 |                  |
| São Bernardo | 1 – 0           | Inter de Limeira |
| Mirassol     | 1 – 0           | Guarani          |
| Finale       |                 |                  |
| São Bernardo | 0 – 0 (4-2 dtr) | Mirassol         |

| Taça Independência 2023           |
| --------------------------------- |
|                                   |
| São Bernardo Campione (1º titolo) |

## Fase Finale
|  | Quarti di finale | Quarti di finale | Quarti di finale |  |  | Semifinali    | Semifinali    | Semifinali |            |   | Finale    | Finale    | Finale | Finale | Finale |  |
|  |                  |                  |                  |  |  |               |               |            |            |   |           |           |        |        |        |  |
|  | Palmeiras        | Palmeiras        | 1                |  |  |               |               |            |            |   |           |           |        |        |        |  |
|  | São Bernardo     | São Bernardo     | 0                |  |  | Palmeiras     | Palmeiras     | 1          |            |   |           |           |        |        |        |  |
|  | Corinthians      | Corinthians      | 1 (6)            |  |  | Ituano        | Ituano        | 0          |            |   |           |           |        |        |        |  |
|  | Ituano           | Ituano           | 1 (7)            |  |  |               |               |            |            |   | Palmeiras | Palmeiras | 1      | 4      | 5      |  |
|  | San Paolo        | San Paolo        | 0 (5)            |  |  |               |               | Água Santa | Água Santa | 2 | 0         | 2         |        |        |        |  |
|  | Água Santa       | Água Santa       | 0 (6)            |  |  | Água Santa    | Água Santa    | 1 (4)      |            |   |           |           |        |        |        |  |
|  | RB Bragantino    | RB Bragantino    | 2                |  |  | RB Bragantino | RB Bragantino | 1 (2)      |            |   |           |           |        |        |        |  |
|  | Botafogo-SP      | Botafogo-SP      | 0                |  |  |               |               |            |            |   |           |           |        |        |        |  |